# Leskoptev nádherná
Leskoptev nádherná (Lamprotornis superbus) je středně velký pěvec z čeledi špačkovitých.

## Popis

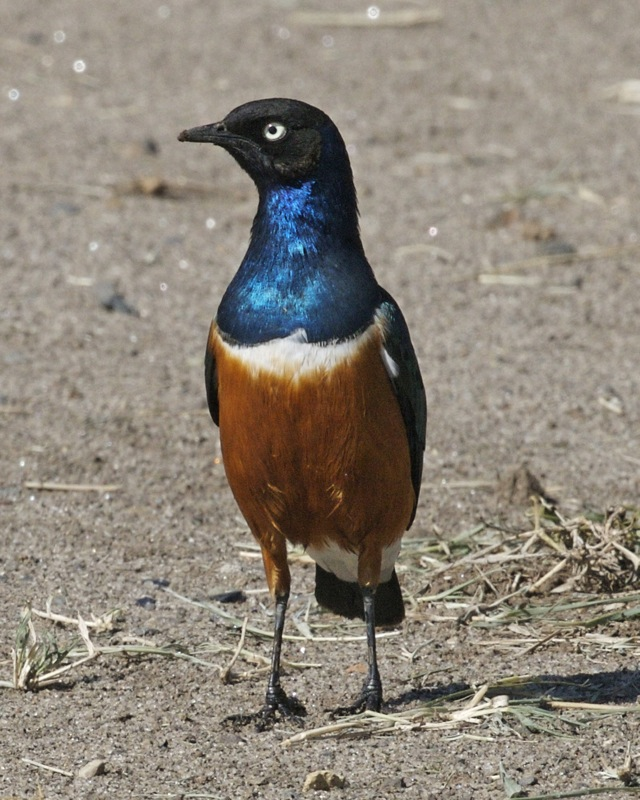
Pohled zpředu

Dorůstá 18–19 cm a je považována za jednoho z nejkrásnějších zástupců své čeledi. Dospělí ptáci mají černou hlavu a zobák a modrozelený hřbet, hruď, křídla a ocas. Spodinu těla má oranžovočervenou a od modré hrudi oddělenou výrazným bílým pruhem, bílé jsou i spodní krovky ocasní. Mladí ptáci jsou v porovnání s dospělci jednotvárnějšího vzhledu a postrádají bílé zbarvení na hrudi. Duhovky přitom mají nejprve hnědé, později šedobílé a nakonec krémově bílé.

## Rozšíření
Běžně obývá savany, řídké lesy, stepi a zemědělskou krajinu ve východní Africe, konkrétně na území Etiopie, Somálska, Ugandy, Keni a Tanzanie.

## Etologie
Leskoptev nádherná je všežravá, požírá zejména hmyz, měkkýše a červy, ale také plody a semena, zejména obilná, kvůli čemuž bývá v některých oblastech považována za škůdce.
Hnízdo z trávy a větviček staví obvykle na trnitém keři nebo stromě, občas také ve skalních štěrbinách. Snůška čítá průměrně 4 vejce, na kterých sedí zhruba 20 dní. Na péči o mláďata se podílejí oba rodiče.